# Kaispeicher B

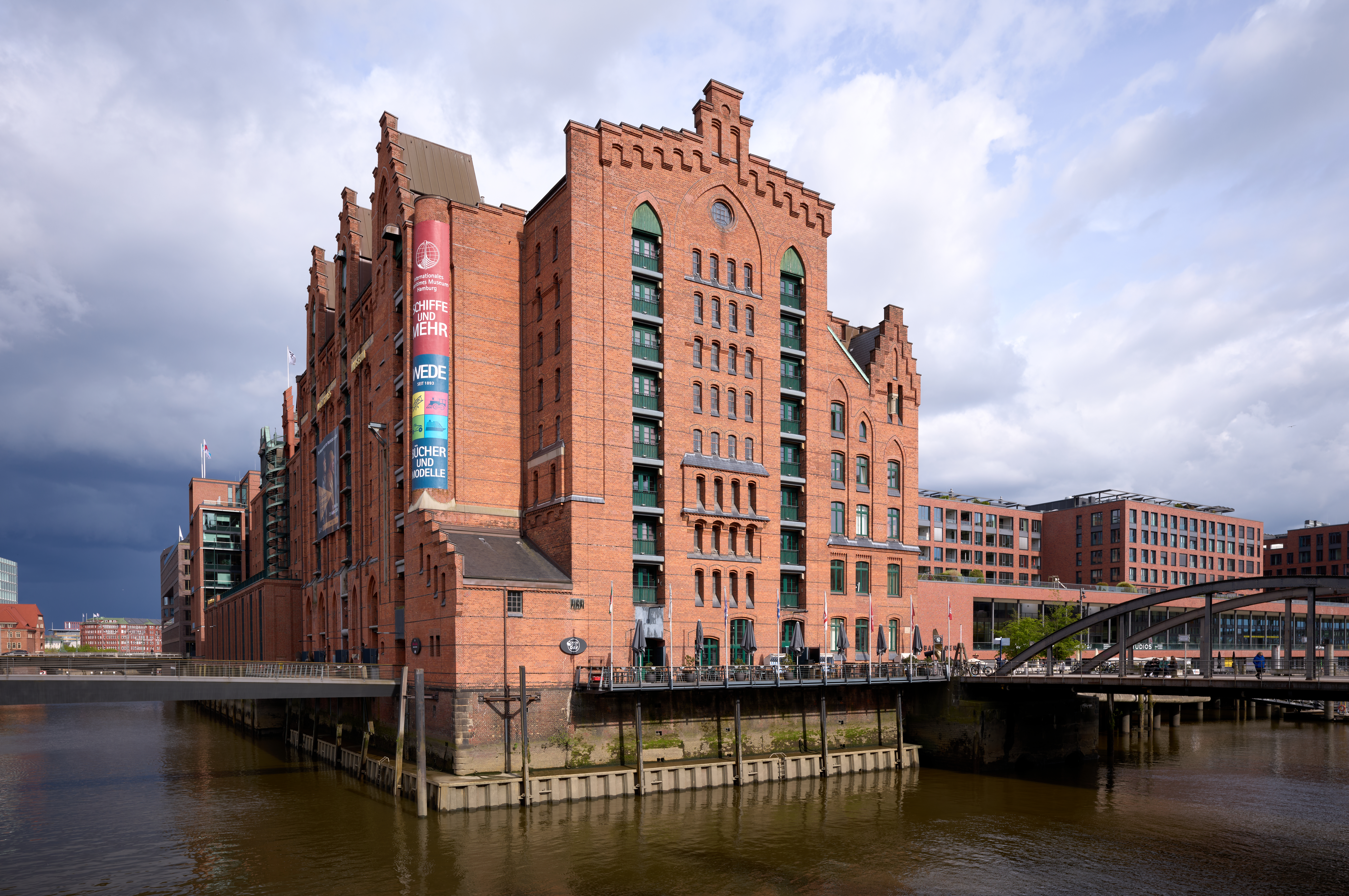
Ansicht von Westen (Störtebeker-Ufer), im Hintergrund der „Heinemannspeicher“

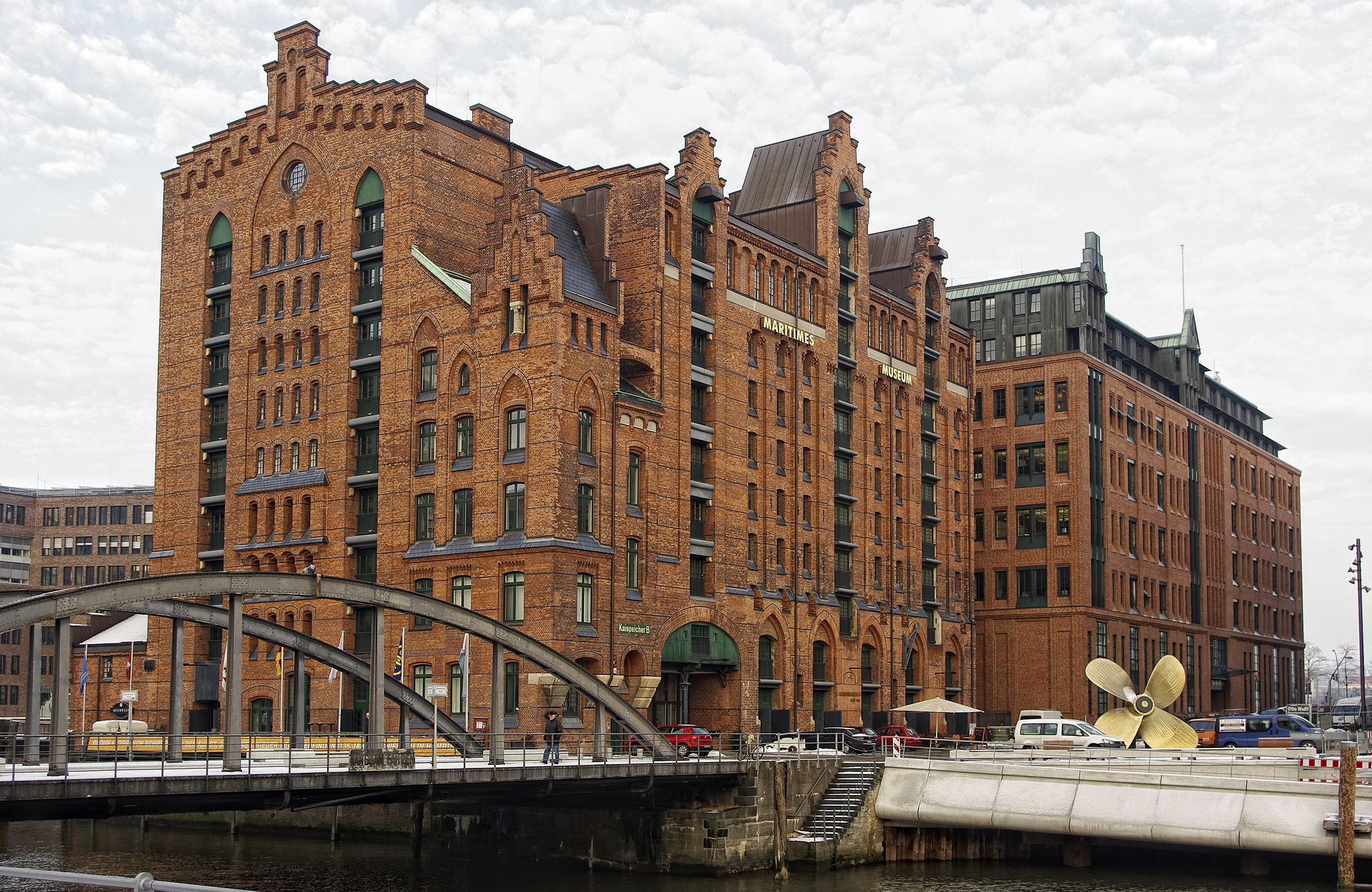
Ansicht von Südwesten (Störtebeker-Ufer), im Vordergrund die Busanbrücke

Der Kaispeicher B ist ein denkmalgeschütztes ehemaliges Lagerhaus im Hamburger Hafen am nordwestlichen Ende des Elbtorquartiers der heutigen HafenCity. Er ist eines der ältesten erhaltenen Speicherbauwerke Hamburgs, liegt aber außerhalb der als Weltkulturerbe geschützten Speicherstadt. Heute befindet sich darin das Internationale Maritime Museum Hamburg.

## Bau und ursprüngliche Nutzung
Der Kaispeicher B wurde in den Jahren 1878/1879, noch vor der Einrichtung des Freihafens und vor dem Bau der Speicherstadt, im Auftrag J. W. Boutins nach Plänen der Architekten Wilhelm Emil Meerwein und Bernhard Hanssen im Stil der Hannoverschen Schule erbaut. Die Fassade ist mit farbig glasierten Ziegeln und Natursteinen verziert und mit neogotischen Giebeln, Erkern und Spitzbögen gegliedert. Das Gebäude besteht – wie die Speicherstadt – aus einem tragenden Innengerüst aus Holz- und Stahlstützen mit ebenfalls tragenden Außenwänden. Der Speicher verfügt über neun Stockwerke.
Gelagert wurden Tabak, Rum, Wein, Getreide und Tee. Er war zunächst ein kombinierter Zellenspeicher oder Silospeicher für die Getreidelagerung und Bodenspeicher für Stückgut. 1894 wurde auch der Ostteil des Gebäudes zum Silospeicher umgebaut. Dabei wurde auch der Schornstein entfernt, der zu einer Dampfmaschine gehörte, die ein Becherwerk zum Transport des Getreides antrieb. Der Name „Kaispeicher B“ entstand 1890 in Abgrenzung zum Kaispeicher A, als die Stadt Hamburg den Speicher kaufte. Der Speicher wurde über seine Westseite, vom Magdeburger Hafen her, durch Schuten und Schiffe beliefert. An der Nordseite am Brooktorhafen wurden die Waren in kleine Schiffe geladen und weiter verteilt. Die Hafenbahn hatte im Erdgeschoss einen Haltepunkt, das Einfahrtstor wurde später zugemauert.
Bis 2003 diente das Gebäude im Eigentum der HHLA als Lager der Firma Gebr. Heinemann. Deren in den 1970er Jahren erbauter Firmensitz („Heinemannspeicher“) schließt sich östlich an und ist über zwei Verbindungsbrücken durch die Brandmauer auf der Ostseite erreichbar. An der Südseite ist der Kaispeicher heute über die Koreastraße (früher: Magdeburger Straße) an den motorisierten Verkehr angeschlossen. Zu Fuß erreichbar ist er außerdem über die León-Brücke, eine im Jahr 2007 neu errichtete, abgeknickte, 60 Meter lange Fußgängerbrücke des Pariser Architekten Dietmar Feichtinger, die vom Dar-es-Salam-Platz über das westliche Ende des Brooktorhafens an die Nordseite des Gebäudes führt. Nach Westen über den Magdeburger Hafen führt die Busanbrücke zum Störtebeker Ufer.

Historische Ansichten
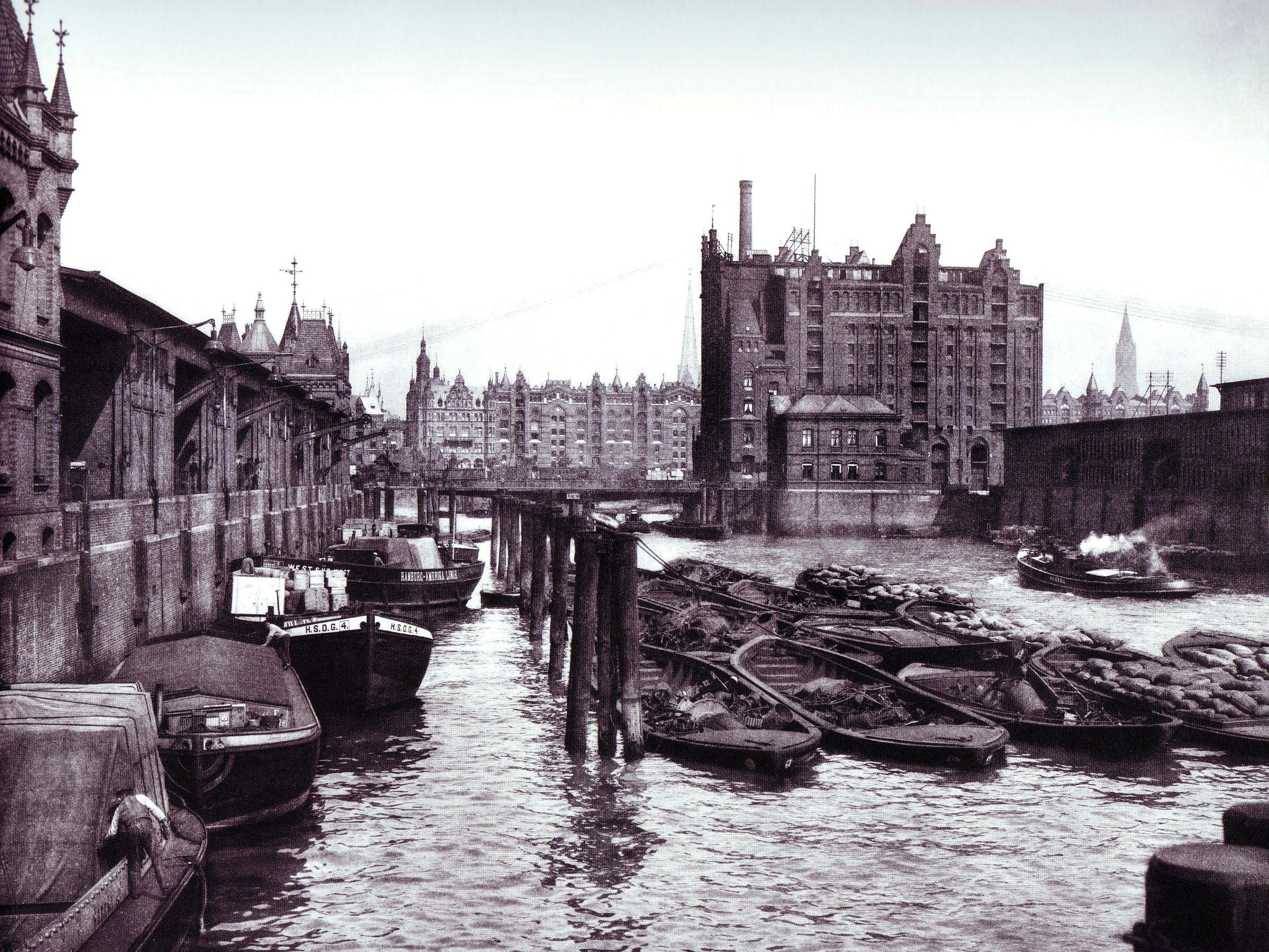
Ansicht von Süd (Magdeburger Hafen)
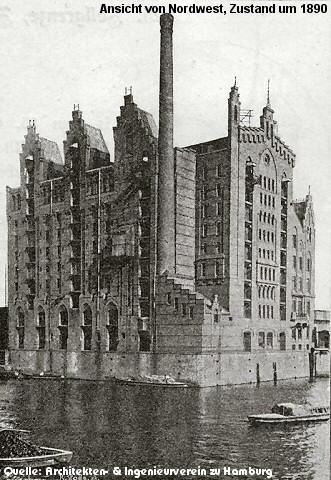
Ansicht von Nordwest mit Schornstein

## Umbau und Nutzung als Museum
Im Jahr 2000 wurde das Gebäude unter Denkmalschutz gestellt. Ab 2004 wurde der Kaispeicher B mit Mitteln der Stadt Hamburg von der Otto Wulff Bauunternehmung umgebaut, um das mit einem Erbbaurecht ausgestattete private Internationale Maritime Museum Peter Tamms aufzunehmen. Die Pläne für den Um- und Ausbau stammen von der Hamburger Architektin Mirjana Markovic. Insbesondere die Fassade und die Dielenböden wurden aufwändig saniert. Das denkmalgeschützte Gebäude bietet heute mehr als 12.000 m² Ausstellungsfläche. Außerdem befindet sich im Erdgeschoss eine Buchhandlung; die Räume des Museums werden auch für private Veranstaltungen genutzt.

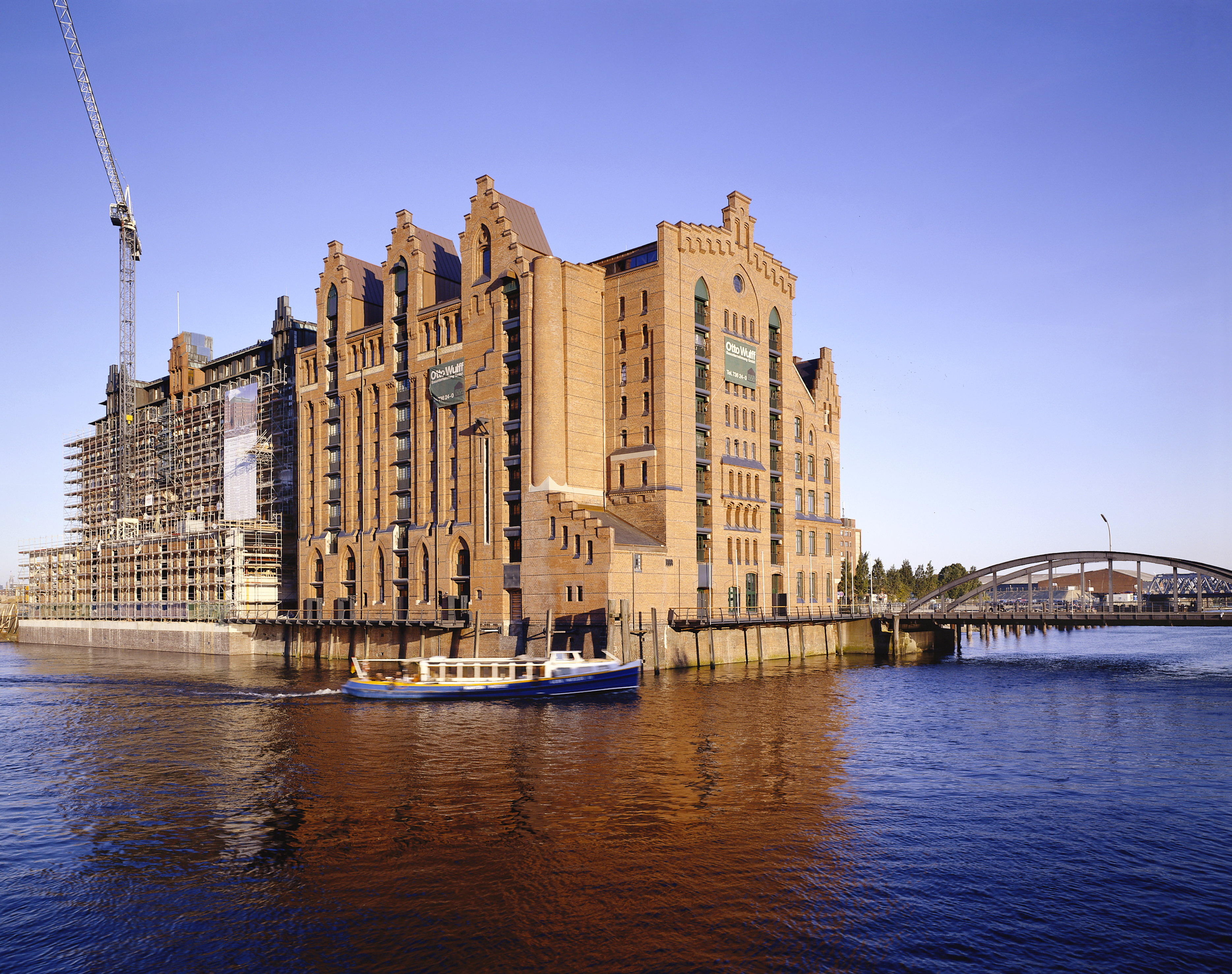
Nach der Renovierung (noch ohne León-Brücke)
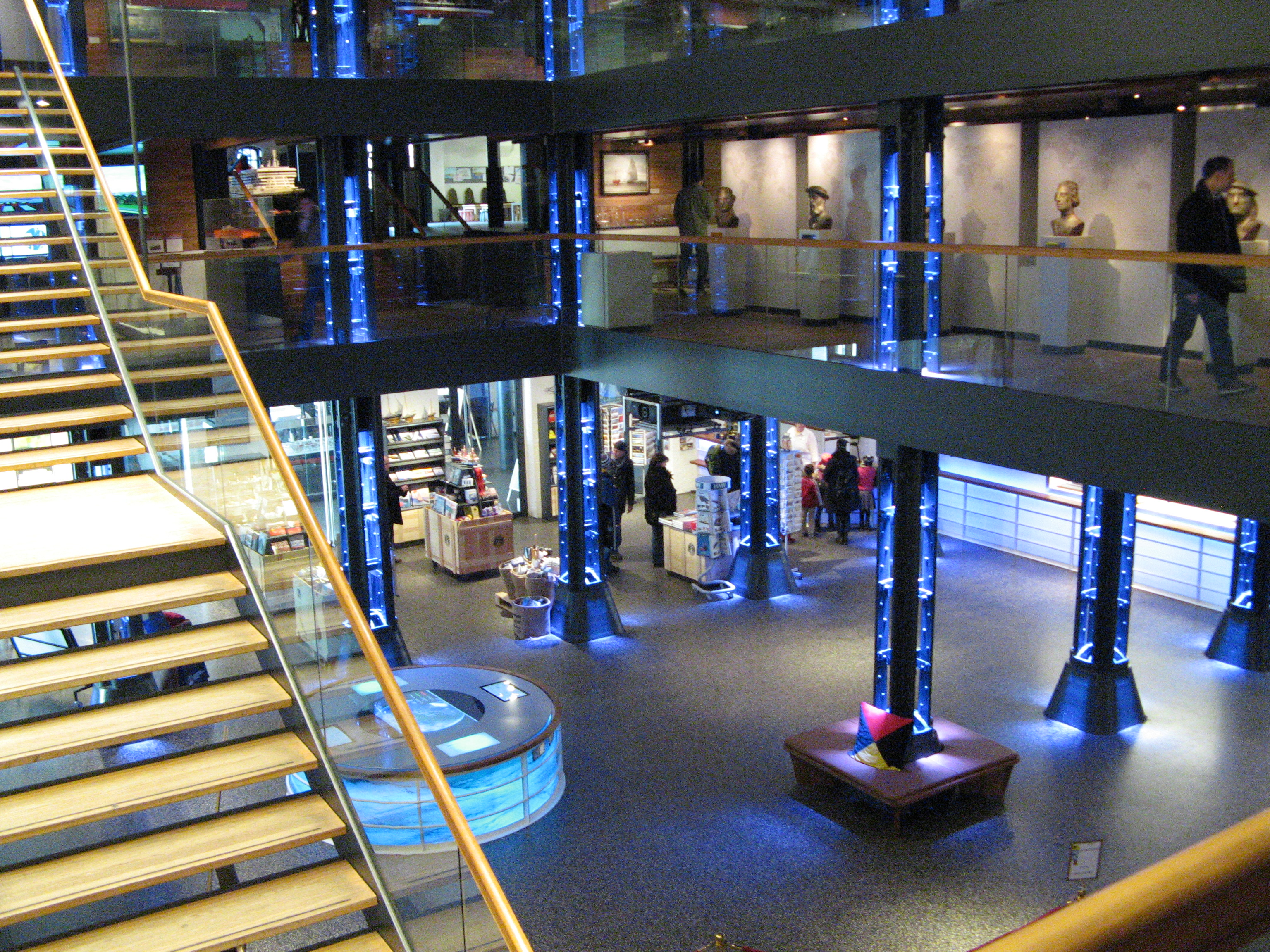
Foyer
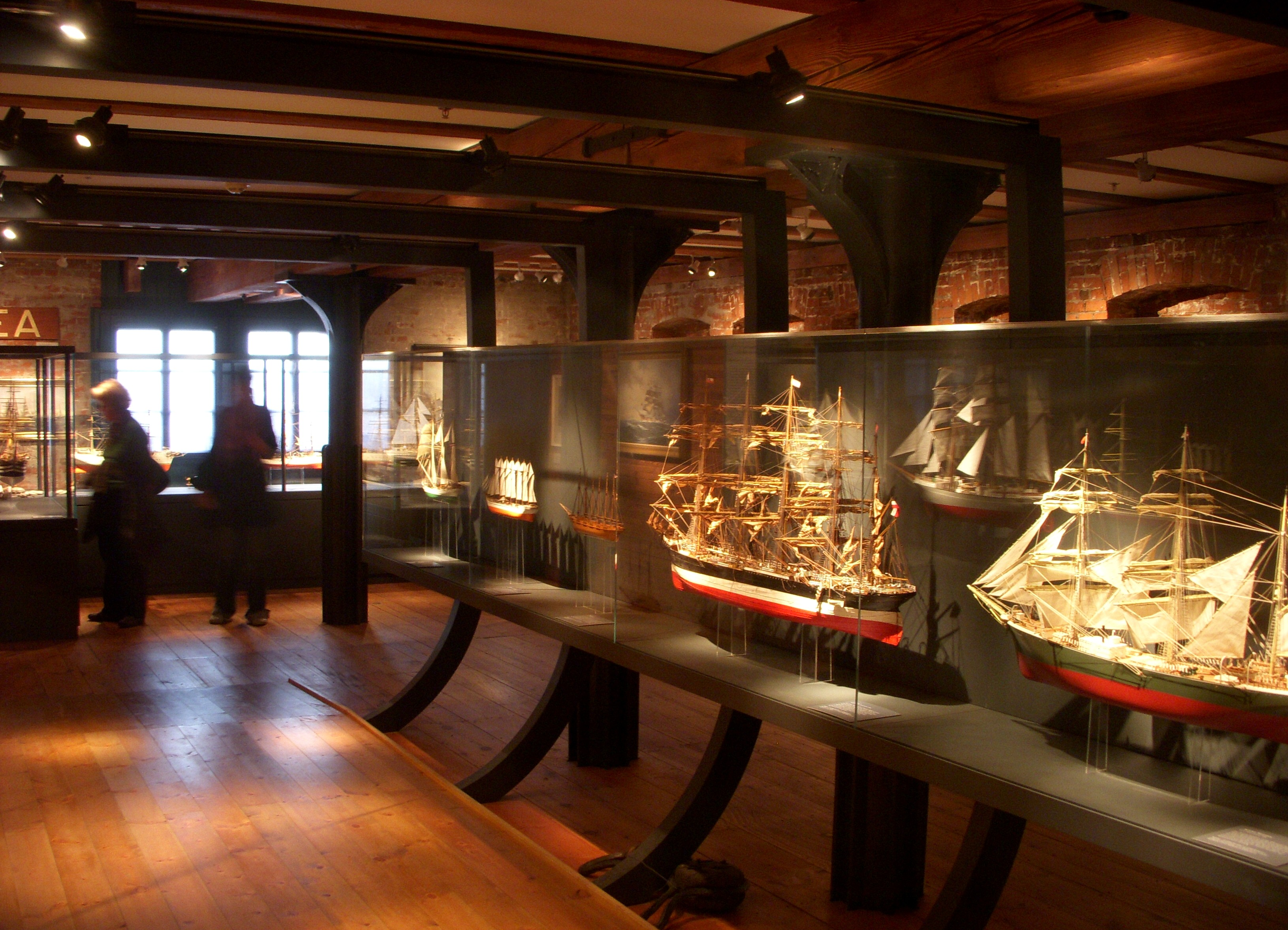
Ausstellungsraum mit Schiffsmodellen